# Stygobromus lucifugus
Stygobromus lucifugus är en kräftdjursart som först beskrevs av Hay 1882.  Stygobromus lucifugus ingår i släktet Stygobromus och familjen Crangonyctidae. IUCN kategoriserar arten globalt som utdöd. Inga underarter finns listade i Catalogue of Life.